# Fossil des Jahres
Das Fossil des Jahres ist eine Auszeichnung, die seit 2008 von der deutschen Paläontologischen Gesellschaft für einzelne Fossilexamplare oder ausgestorbene Arten verliehen wird. Sie wurde ins Leben gerufen, um die Bedeutung von Fossilien für die Geo- und Biowissenschaften zu betonen und ihrem ästhetischen Wert als Museumsexponate Rechnung zu tragen. Auf diese Weise will die Gesellschaft die Paläontologie stärker in den Blick der deutschen Öffentlichkeit rücken. Bei der Auswahl des jährlichen Preisträgers aus einer Reihe von Vorschlägen werden sowohl die wissenschaftliche Bedeutung als auch der Museumswert berücksichtigt. Die Mitglieder der Paläontologischen Gesellschaft treffen die Wahl auf ihrer Jahrestagung.

## Preisträger
| Jahr | Exemplar-Nummer(n) oder anderweitige Bezeichnung | Kurzbeschreibung | Präparation              | Museum                                  | Abbildung |
| ---- | ------------------------------------------------ | --- | ------------------------ | --------------------------------------- | --- |
| 2008 | WMf.N P62360                                     | Lectotyp des „Riesenammoniten“ Parapuzosia seppenradensis aus der Dülmen-Formation (Untercampanium) des Münsterländer Kreidebeckens |                          | LWL-Museum für Naturkunde in Münster    | 2008 Riesenammonit Parapuzosia, LWL-Museum für Naturkunde Münster |
| 2009 | JME Sch 200                                      | Holotyp des „Raubdinosauriers“ Juravenator starki aus dem Solnhofener Plattenkalk (Weißjura, Kimmeridgium) von Schamhaupten (Fränkische Alb) | Pino Völkl               | Jura-Museum in Eichstätt                | 2009 – Juravenator, Jura-Museum Eichstätt |
| 2010 | KH0052, KH0054, KH0057, KH0058, KH0072           | Stamm des Riesenschachtelhalms Arthropitys bistriata aus dem Zeisigwald-Tuff (Unterrotliegend, unteres Cisuralium) der Vorerzgebirgs-Senke |                          | Museum für Naturkunde Chemnitz          | |
| 2011 | „Drei Haiskelette vereint“                       | Drei Exemplare von Orthacanthus (Lebachacanthus) senckenbergianus (= Lebachacanthus colossus) in einer Sandsteinplatte aus der Meisenheim-Formation des Unterrotliegend des Saar-Nahe-Beckens | Georg Sommer             | Naturhistorisches Museum (Schleusingen) | 2011 – Drei Süßwasserhaie, Naturhistorisches Museum Schleusingen |
| 2012 | hauptsächlich MB. R. 2181 (ehem. HMN S II)       | Skelett von Giraffatitan brancai (ehem. Brachiosaurus brancai) aus der Tendaguru-Formation (Oberjura) von Tansania |                          | Museum für Naturkunde (Berlin)          | 2012 – Skelettrekonstruktion von Giraffatitan brancai, Berliner Museum für Naturkunde |
| 2013 | „Gomphotherium von Gweng“                        | Weitgehend vollständiges Skelett eines Gomphotherium aff. steinheimense aus der Oberen Süßwassermolasse (Miozän) von Bayern |                          | Paläontologisches Museum München        | 2013 – Das Gomphotherium von Gweng (Kopie), Paläontologisches Museum München |
| 2014 | Seirocrinus subangularis                         | Sammelauszeichnung für die Seelilienart Seirocrinus subangularis aus dem Unterjura von Deutschland, England, Japan und Kanada | kein bestimmtes Exemplar | kein bestimmtes Exemplar                | 2014 – Seirocrinus subangularis, hier repräsentiert durch mehrere weitgehend vollständige Kronen mit Stielen in Schwarztonstein, Staatliches Museum für Naturkunde Karlsruhe               |
| 2015 | Arthropleura armata                              | Sammelauszeichnung für die Typusart der Arthropodengattung Arthropleura aus dem Oberkarbon und Unterperm von Europa und Nordamerika | kein bestimmtes Exemplar | kein bestimmtes Exemplar                | 2015 – Arthropleura armata, hier repräsentiert durch ein Exemplar im Senckenberg Museum in Frankfurt                                                                                       |
| 2016 | Leptolepides sprattiformis                       | Sammelauszeichnung für die frühe Spezies der moderneren Echten Knochenfische Leptolepides sprattiformis aus dem oberen Weißjura der Fränkischen Alb | kein bestimmtes Exemplar | kein bestimmtes Exemplar                | 2016 – Leptolepides sprattiformis, hier repräsentiert durch ein Exemplar aus der Sammlung des Museums für Naturkunde Berlin                                                                |
| 2017 | Pycnodonte (Phygraea) vesiculare                 | Sammelauszeichnung für Pycnodonte vesiculare, die Muschelart aus der näheren Verwandtschaft der Austern, die zu den bekanntesten Oberkreide-Fossilien Europas gehört und u. a. in der Rügener Kreide häufig ist. | kein bestimmtes Exemplar | kein bestimmtes Exemplar                | 2017 – Pycnodonte vesiculare, hier repräsentiert durch eine linke Klappe aus der Rügener Kreide                                                                                            |
| 2018 | Lepidodendron                                    | Sammelauszeichnung für Lepidodendron (Schuppenbaum), aus der Gruppe der Bärlapppflanzen, ein charakteristisches Fossil der Schichten des „Steinkohlezeitalters“ (Karbon). | kein bestimmtes Exemplar | kein bestimmtes Exemplar                | 2018 – Schuppenbaum Lepidodendron, hier repräsentiert durch einen Abdruck der Rinde aus dem Karbon von Nordamerika                                                                         |
| 2019 | Encrinus liliiformis                             | Sammelauszeichnung für die Seelilien-Art Encrinus liliiformis, ein typisches Fossil der „Trochitenschichten“ des Oberen Muschelkalks (Mitteltrias) | kein bestimmtes Exemplar | kein bestimmtes Exemplar                | 2019 – Encrinus liliiformis, hier repräsentiert durch einige weitgehend vollständige Kronen auf einer Schichtfläche, ausgestellt im Naturmuseum in Freiburg im Breisgau, Baden-Württemberg |
| 2020 | JME SOS2257                                      | „Eichstätter Exemplar“ des „Urvogels“ Archaeopteryx aus dem oberen Weißjura der Fränkischen Alb. Es handelt sich um ein Jungtier und um eines der am besten erhaltenen Exemplare dieser Gattung. |                          | Jura-Museum in Eichstätt                | 2020 – „Eichstätter Exemplar“ von Archaeopteryx |
| 2021 | GPIB 1304                                        | Holotyp des „Langschwanzflugsauriers“ Scaphognathus crassirostris aus dem Weißjura der Fränkischen Alb. Der Erstbeschreiber der Spezies, Georg August Goldfuß, erkannte schon in den 1830er Jahren anhand dieses Exemplars, dass Flugsaurier eine haarähnliche Körperbedeckung hatten. | Georg August Goldfuß     | Goldfuß-Museum der Universität Bonn     | 2021 – Holotyp von Scaphognathus crassirostris |
| 2022 | Neoflabellina reticulata                         | Sammelauszeichnung für die in den spätkreidezeitlichen Schelfmeeren Europas und Nordamerikas weit verbreitete kalkschalige Foraminifere Neoflabellina reticulata. Diese benthische (d. h. seinerzeit auf dem Meeresboden lebende) Foraminifere ist ein wichtiges Leitfossil für das Maastrichtium (oberste Oberkreide). Ihre Erstbeschreibung durch August Emanuel Reuss (1851) fiel in die Gründungszeit der Mikropaläontologie als Wissenschaftsdisziplin. | kein bestimmtes Exemplar | kein bestimmtes Exemplar                | 2022 – Neoflabellina reticulata, hier repräsentiert durch ein Exemplar aus den Kreidesedimenten der Insel Rügen                                                                            |
| 2023 | Medullosa stellata (und Alethopteris schneideri) | Sammelauszeichnung für die frühpermischen Pflanzenfossilien Medullosa stellata und Alethopteris schneideri. Es handelt sich dabei um sogenannte Formtaxa, die unterschiedliche Teile der gleichen baumartigen Medullose repräsentieren. Medullosa stellata repräsentiert den Stamm, an dem ungefähr 10 bis zu 3 Meter große Wedel ansaßen, die durch Alethopteris schneideri repräsentiert sind. Fundort ist u. a. der Versteinerte Wald von Chemnitz.       | kein bestimmtes Exemplar | kein bestimmtes Exemplar                | 2023 – Medullosa stellata, hier repräsentiert durch polierte Querschnitte von Fundstücken aus dem versteinerten Wald von Chemnitz (nachkoloriertes Dia aus dem Jahr 1913)                  |
| 2024 | Tambia spiralis                                  | Sammelauszeichnung, erstmalig für ein Spuren-Taxon. Typlokalität der Spuren-Art und -Gattung sind die Sandsteinbrüche am Bromacker im Oberrotliegend (spätes Unterperm) des Thüringer Waldes. Welcher Organismengruppe der Erzeuger der Spur angehörte, ist bis heute weitgehend unklar. | kein bestimmtes Exemplar | kein bestimmtes Exemplar                | 2024 – Tambia spiralis, hier repräsentiert durch ein Exemplar an der Unterseite einer am Bromacker ausgestellten Sandsteinplatte                                                           |
| 2025 | Fayolia sterzeliana                              | Eine fossile Eikapsel, die wahrscheinlich von Haien der Ordnung Xenacanthiformes stammt. |                          | Museum für Naturkunde Chemnitz          | |